# 최강림
최강림은《신비아파트》의 등장인물이다.

## 개요
《신비아파트: 고스트볼의 비밀》에 처음으로 등장한 소년으로 신비아파트: 고스트볼X의 탄생에서는 새로운 라이벌인 리온을 만난 이후에 리온과 협동해 악귀를 봉인한다.

## 기술
중장의 나무, 수신의 불, 영속의 물, 지신의 분노, 봉인의 칼날, 빛의 활 등이 있다.

## 작중 행적

### 신비아파트: 고스트볼의 비밀
2화에 첫 등장. 어머니를 구하기 위해 귀신이 성불한 이후 간접적으로 하리와 가은의 모습을 보게 되었다. 이때까지는 하리와 그리 친하지 못한 상대였다. 이드라에 의해 하리가 조종되자 하리를 구해주면서 하리에게 호감을 갖게 되었지만, 임시적었을 뿐이지, 여전히 친하지 못한 상대였다. 그러다가 12화 호문쿨루스 후반부에서 부터, 하리에게 본격적으로 호감을 갖게 된 것이다.

### 신비아파트: 고스트볼X의 탄생
이 때부터 다른 친구들과 함께 신비아파트에 있는 것이 나오는데 흑화로 인해 괴로워하게 되지만, 신비의 도움으로 본래의 영혼을 되찾았고, 더 강해진 모습으로 친구들 앞에 돌아왔다. 마지막 편에서 자신이 죽은 줄 안 하리가 흑화되었지만 강림이의 키스를 통해서 하리가 다시 돌아왔다.
23화에서 친구들에게 청목형형에 대해 알려준다.

### 신비아파트 고스트볼 더블X
오피키언이 보낸 악귀 샌드맨에 의해 칼이 부러졌지만, 부러진 칼을 업그레이드하며 활검으로 바뀌었다.
하리와 함께 새로운 아이기스의 퇴마사 소녀인 사라를 만나게 된다.
10화에서는 하리에게 목걸이를 선물를 해주고 하리와 함께 데이트를 하던 도중에 자간에게 당했다.
12화에서는 리온과 사라에게 도움을 받는다.
13화에서는 리온, 사라와 함께 싸운다.
14화에서 아이기스 명예 대원 배지를 받는다.
17화에서 우석이가 강시를 조종하고 있다는 것을 깨닫고 우석이를 공격하지만 나중엔 강시를 봉인할 수 있다는 것은 우석이 밖에 없다는것을 다시 한번 더 깨닫고 하리와 우석이와 함께 강시를 봉인하는데 성공했다.
18화에선 할머니 포자귀를 무찌르고 할아버지 포자귀도 공격하려고 했지만 할머니의 원혼이 남은 포자귀를 보호하기 위해 공격의 방향을 바꾸고 두 부부를 구해냈다.
19화에서는 이안과 같이 추파카브라를 무찌르지만 대장추파카브라가 하리 일행이 숨어있는 아지트를 공격해서 위험에 빠진다.
20화에서는 추파카브라의 배후에 있던 시온을 무찔렀지만 그다지 큰 활약은 하지 못했다.
22화에서는 사일런스 하피가 가은의 입을 찢으려는 순간, 가은이를 구하고 사일런스 하피를 처치했다.
23화에서는 멧돼지귀신을 승천시키려고 하는 하리를 돕고 가면귀를 무찔렀다.
24화에서는 신비의 도움을 받아 하리를 메두사로부터 구하는데 성공하고 하리에게 메두사로부터 구원을 받았다.
26화에서는 사토룡의 부하 뱀들을 일행으로부터 막고 하리를 구하려다가 다친 가은이를 지켜주었다.

### 신비아파트 고스트볼Z
2화 탈안귀 편에서 하리,두리와 함께 탈안귀를 무찌른다.
4화에서는 귀도현과 싸우다가 퇴마검이 부러진다.
8화에서 봉인된 어렸을때의 기억이 되살아난다.
11화에서 위험에 처한 하리를 구해준다.
12화에서 귀도 현과 은혼귀를 물리치고 귀도 현이 자신의 형이라는 것을 알게 되었다.
앤딩노래때 하리한테 꽃다발을 주며 고백을 했다.
13화에서 귀면남매의 함정에 빠진 하리를 구하고 퇴마한다.

## 다른 캐릭터들과의 관계

### 금비
자신에게 애정을 표현하는 귀여운 도깨비.

### 구하리
자신의 여자친구.

### 리온 레이몬드
라이벌이자 둘도 없는 친구.

### 귀도 현
자신의 형.

## 인기
최강림은 《신비아파트》에서 저명한 캐릭터이며, 이에 따라 투니버스는 2018년 5월 중순에 시범적으로 《강림 라이브》라는 프로그램을 통하여 본 캐릭터를 '버추얼 유튜버'로서 내세운 바 있다.